# Gustave Brisgand
Gustave Brisgand, né le 29 novembre 1867 à Paris et mort le 4 juillet 1944 à Saint-Mandé, est un peintre et pastelliste français.
Il s'est spécialisé dans les portraits de personnalités, de femmes et les nus féminins.

## Biographie

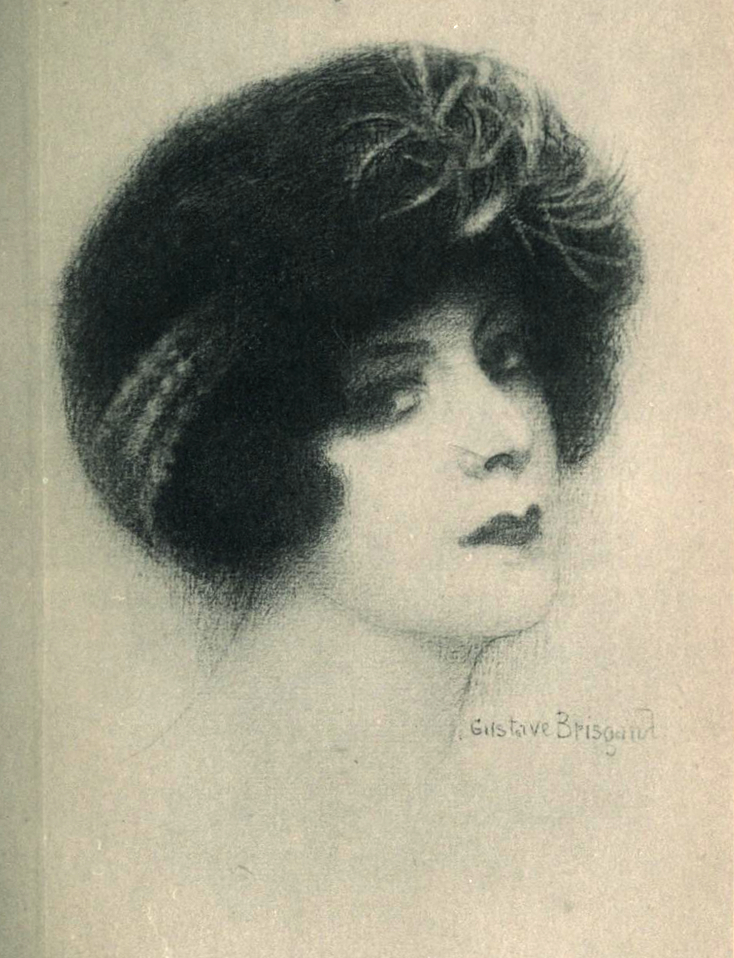
Jane Catulle Mendès, portrait publié dans Muses d'aujourd'hui de Remy de Gourmont (1910).

Gustave Joseph Marie Brisgand est le fils d'un cocher de fiacre parisien, né en Haute-Savoie. Il est élève d'Auguste Allongé, puis de Tony Robert-Fleury et de Jules Joseph Lefebvre,. Il expose au Salon des artistes français de 1893 à 1936.
Pendant sa première période, il compose essentiellement des paysages. Puis, s'inspirant d'Alphonse de Lamartine, de Victor Hugo et d'Albert Samain, il dessine des pastels sensuels : Extase, Salomé, Tentation, etc.. « Lorsque Brisgand alla aux États-Unis, les reporters du Nouveau Monde, qui aimaient les formules définitives, le saluèrent comme "le technicien du corps féminin" (technician of the woman's figure). L'artiste le raconte en riant, car c'est un homme d'esprit. »
Vers 1910, invité à la cour d'Angleterre, il peint le portrait de la reine Mary. Au cours de sa carrière, il réalise également les portraits de Catulle Mendès, Réjane, Polaire, Monna Delza, Jagatjit Singh le maharaja de Kapurthala, Lucie Delarue-Mardrus, Cécile Sorel, Charlotte Lysès, Gaby Deslys, Michel Georges-Michel, Gabrielle Colonna-Romano, Jane Renouardt, Rose Grane, Stacia Napierkowska, Renée Falconetti, Yvonne Printemps, Paul Durand-Ruel, la Bégum, Jean Desthieux, Renée Dahon, Marlène Dietrich, Jean Harlow, Meg Lemonnier, Yvette Chauviré, Musidora, Lycette Darsonval, Aston Knight, Pierre-Barthélemy Gheusi, Jeanne Provost, le général Gamelin et la comtesse de Paris Isabelle d'Orléans-Bragance. Ses peintures et ses illustrations sont publiées dans les revues L'Illustration, Le Figaro artistique, Les Annales politiques et littéraires, Fantasio et Le Théâtre.
Il est nommé chevalier de la Légion d'honneur en 1934. Il se marie en 1901 avec l'actrice Jane Sabrier, dont il divorcera, puis en 1926 avec Catherine Ferber, dont il divorcera également.
Plusieurs expositions personnelles lui sont consacrées : en 1911 à la galerie Arthur Tooth & Sons, en 1918 à la galerie Georges Petit, en 1922 à Rio de Janeiro, en 1924 en Égypte, en 1927 à la galerie Gérard Frères et en 1936 à la galerie Raphaël Gérard.
La revue Drogues et peintures. Album d'art contemporain, éditée par les Laboratoires Chantereau, lui consacre un numéro.
Il est membre du jury de Miss France 1936.

## Distinctions
- Chevalier de la Légion d'honneur (1934).

## Œuvres
- Le Rafraîchissement (portrait de femme en bleu), huile sur toile, 73 × 59,5 cm, vente Christie's Londres en 2007[réf. nécessaire].
- Nu féminin allongé sur un tissu rose, pastel, 54 × 90 cm, vente Christie's Londres en 2003[réf. nécessaire].
- Nu féminin allongé, pastel, 172 × 87 cm, vente Christie's Genève en 1990[réf. nécessaire].
- Nu féminin au coussin vert, dessin aquarellé, hôtel des ventes de Genève en 2007[réf. nécessaire].
- Nu féminin à la draperie jaune, dessin aquarellé, hôtel des ventes de Genève en 2007[réf. nécessaire].
- Jeune femme à l'éventail, hôtel des ventes de Genève en 2007[réf. nécessaire].
- Jeune femme au torse nu et au panier de fruits, pastel, vente aux enchères en Belgique en 2008[réf. nécessaire].
- Portrait de jeune femme avec une couronne de fleurs roses, pastel en tondo, vente en Allemagne en 2010[réf. nécessaire].